# Анна Петрова
Анна Николов Петрова-Жекова е българска актриса и драматург.

## Кариера
Завършва през 1977 г. актьорско майсторство за драматичен театър във ВИТИЗ „Кръстьо Сарафов“ в класа на професор Кръстьо Мирски. След това започва да работи на сцената на театрите в Пловдив и Смолян. След 1982 г. влиза в трупата на Младежкия театър. Играе и в радио театъра.
Анна е един от най-популярните съвременни български драматурзи. Нейни пиеси, особено адаптации на мюзикъли и авторски комедии се играят на почти всички големи сцени в страната. Най-известните и драматични творби са „Видело“, „Сводът“ и сценарият на филма „Кажи здравей на татко“. Има издадена книга с модерни пиеси.
Занимава се с озвучаване от 80-те години на двадесети век. Петрова участва в дублажа на криминалните сериали „Убийство по сценарий“, „От местопрестъплението: Ню Йорк“ и „Излъжи ме“, ситуационните комедии „Само баламите бачкат“ и „Без пукната пара“, анимационните „Семейство Джетсън: Филмът“ и „Батман: Анимационният сериал“, както и турския сериал Перла (дублаж на bTV).
Петрова играе майката на Пацо в сериала „Полицаите от края на града“.

## Други дейности
Петрова активно пише пиеси за театър и радио. Също така преподава актьорско майсторство в НБУ.

## Награди
- Най-добър млад български артист, 1980
- Най-добър европейски артист от Фестивала в Сараево, 1998
- Награда за „Кажи здравей на татко“, Марсилия, 2003
- Най-добра главна женска роля, Казахстан 2012

## Роли в театъра
- Леля Ем във „Вълшебникът от Оз“ от Лиман Франк Баум
- „Лунатици“ от Кен Лудвиг
- Дъщерята в „Босилек за Драгинко“ от Константин Илиев
- Арма в „Антихрист“ по Емилиян Станев
- Проститутката в „Психологията на проституцията или да си умреш от смях“ от Я. Янчарски
- Лудата в „Чудесна неделя за Крев Кьор“ от Тенеси Уилямс
- Дамата в „Портрет на разлагаща се дама“ от Л. Риас
- Медея в „Медея“ от Евридип
- Агафя Тихоновна в „Женитба“ от Николай Гогол
- Еболи в „Дон Карлос“ от Фридрих Шилер
- Виола, Себастиян в „Дванайсета нощ“ от Уилям Шекспир[1]

## Телевизионен театър
- „Свободно място във влака“ (1985) (от Стефан Стайчев) – Ирена, селският лекар
- „Хубави дъждове“ (1982) (Димитър Панделиев)

## Филмография
- Като за последно (2020) - Хаджикосева
- Приключенията на един Арлекин (4-сер. тв, 2007) – (в серия: IV)
- Неизчезващите / 1988 - Магда , която обвиниха в катастрофата с полския пазач
- Ева на третия етаж (1987)
- Диана (1986) – проектантката Диана
- Je t'aime, chérie (1986) – Untersuchungsrichterin
- Последното приключение (1984) – Ира
- Черешова градина (1979) – учителка
- Мой ласкав и нежен звяр (1978)
- Неделните мачове (1975) – Радка